# Alpini

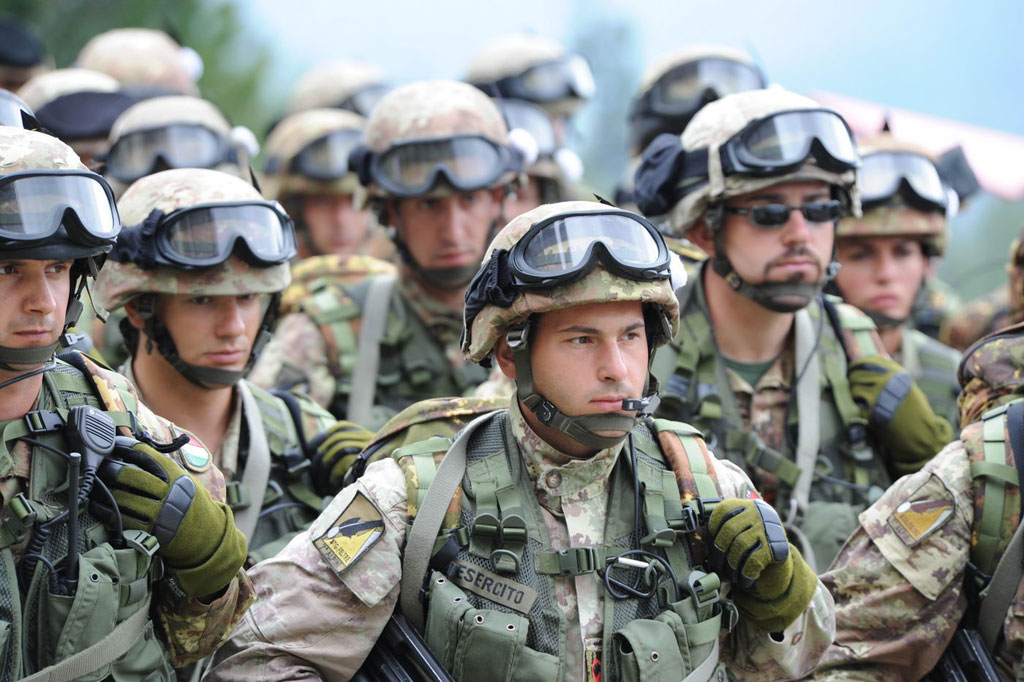
Alpini do 7th Alpini Regimento

Os Alpini são as tropas de montanha do exército italiano e constituem um corpo da arma de infantaria especializado na guerra em terreno montanhoso. Estas tropas estão atualmente organizadas essencialmente em duas brigadas operacionais colocadas sob o Comando das Tropas Alpinas.
Organizados em 15 de outubro de 1872, como parte  do Regio Esercito (o exército do Reino da Itália), os Alpini são o mais antigo corpo de infantaria de montanha ativo no mundo. Originalmente sua finalidade era proteger as montanhas do norte da Itália que faziam fronteira com a França, com o   Império Austro-Húngaro e com a Suíça. Em 1888, os Alpini foram enviados à África para sua primeira missão no exterior - fato que se repetiria por diversas vezes em sua história - para lutar nas  guerras coloniais do Reino da Itália. Eles distinguiram-se durante a Primeira Guerra Mundial, quando foram utilizados nos combates no nordeste, com o Império Áustro-Húngaro, e durante três anos enfrentaram  tropas de montanha da Áustria e da Alemanha, respectivamente os Kaiserschützen e Alpenkorps, no que desde então se tornou conhecida como a " Guerra em grande altitude." Durante a Segunda Guerra Mundial, os Alpini lutaram ao lado das forças do Eixo, principalmente na  Campanha dos Balcãs e na frente oriental, onde parteciparam na defesa da linha do Rio Don, na qual sofreram perdas graves, e posteriormente durante a batalha defensiva e a retirada trágica do inverno 1942-1943.
Em 1990, devido à reorganização do exército italiano após o fim da Guerra Fria, três das cinco brigadas alpinas e muitas unidades de apoio foram desmanteladas. Todavia, em 2003, os Alpini foram usados na  guerra do Afeganistão. 